# Idea Factory
Idea Factory (アイディアファクトリー) est une entreprise japonaise fondée en 1994 qui exerce son activité dans le domaine du développement et l'édition de jeux vidéo.

## Historique
Idea Factory est fondée le 26 octobre 1994 par d'anciens employés de Data East, et dirigée par Koichi Ota et son vice-président Shingo Kuwana. L'entreprise est basée à Tokyo.
Idea Factory possède trois filiales consacrées au développement de jeux : Compile Heart, Design Factory et Otomate.
Une filiale internationale, Idea Factory International, ouvre le 30 septembre 2013 en Californie,,.

## Jeux édités
- 1996 : Spectral Tower (PlayStation)
- 1996 : Yaku ~Yuujou Dangi~ (PlayStation)
- 1997 : Spectral Force (PlayStation)
- 1998 : Spectral Force 2 (PlayStation)
- 1999 : Spectral Force: Itoshiki Ja'aku (PlayStation)
- 2003 : Shinseiki Genso: Spectral Souls (PlayStation 2)
- 2003 : Black Stone: Magic & Steel (Xbox)
- 2003 : Generation of Chaos Exceed (GameCube)
- 2004 : Spectral Force: Radical Elements (PlayStation 2)
- 2005 : Hametsu no Mars (PlayStation 2)
- 2005 : Shinki Gensou Spectral Souls II (PlayStation 2)
- 2005 : Spectral Force Chronicle (PlayStation 2)
- 2005 : Spectral Souls: Resurrection of the Ethereal Empires (PlayStation Portable)
- 2005 : It's a Game Now! Dokuro-chan (PlayStation 2)
- 2006 : Blazing Souls (PlayStation 2, PlayStation Portable)
- 2006 : Chaos Wars (PlayStation 2)
- 2006 : Hiiro no Kakera (Nintendo DS, PlayStation 2)
- 2006 : Generation of Chaos (PlayStation 2, PlayStation Portable)
- 2006 : Rec: Doki Doki Seiyū Paradise (PlayStation 2)
- 2006 : Spectral Force 3: Innocent Rage (Xbox 360)
- 2007 : Aedis Eclipse: Generation of Chaos (PlayStation Portable)
- 2007 : Absolute: Blazing Infinity (Xbox 360)
- 2007 : Apocalypse: Desire Next (Xbox 360)
- 2007 : Diario: Rebirth Moon Legend (Xbox 360)
- 2007 : Mist of Chaos (PlayStation 3)
- 2007 : Agarest: Generations of War (PlayStation 3, Xbox 360)
- 2007 : Spectral Gene (PlayStation 2)
- 2008 : Spectral Force Genesis (Nintendo DS)
- 2009 : Nuga-Cel! (PlayStation 2)
- 2010 : Motto Nuga-Cel! (PlayStation Portable)
- 2010 : Trinity Universe (PlayStation 3))
- 2011 : Amnesia (PlayStation Portable)
- 2012 : Amnesia Later (PlayStation Portable)
- 2013 : Amnesia Crowd (PlayStation Portable)
- 2013 : Shiratsuyu no Kai (PlayStation Portable)

## Jeux développés
- 1998 : Spectral Force 2 (PlayStation)
- 2003 : Shinseiki Genso: Spectral Souls (PlayStation 2)
- 2003 : Generation of Chaos Exceed (GameCube)
- 2004 : Tenkuu Danzai Skelter Heaven (PlayStation 2)
- 2005 : Hametsu no Mars (PlayStation 2)
- 2005 : Shinki Gensou Spectral Souls II (PlayStation 2)
- 2005 : Spectral Force Chronicle (PlayStation 2)
- 2006 : Blazing Souls (PlayStation 2, PlayStation Portable)
- 2006 : Chaos Wars (PlayStation 2)
- 2006 : Hiiro no Kakera (Nintendo DS, PlayStation 2)
- 2006 : Rec: Doki Doki Seiyū Paradise (PlayStation 2)
- 2006 : Spectral Force 3: Innocent Rage (Xbox 360)
- 2007 : Absolute: Blazing Infinity (Xbox 360)
- 2007 : Apocalypse: Desire Next (Xbox 360)
- 2007 : Diario: Rebirth Moon Legend (Xbox 360)
- 2007 : Mist of Chaos (PlayStation 3)
- 2007 : Agarest: Generations of War (PlayStation 3, Xbox 360)
- 2007 : Uwasa no Midori-kun!! Natsu Iro Striker (Nintendo DS)
- 2008 : Uwasa no Midori-kun!! Futari no Midori!? (Nintendo DS)
- 2010 : Ore no Yome: Anata Dake no Hanayome (Xbox 360)
- 2010 : Trinity Universe (PlayStation 3)
- 2010 : Hyperdimension Neptunia (PlayStation 3)
- 2011 : Spectral Souls (Android)

• 2014 : Hyperdimension Neptunia Re;Birth 1 (Steam, PlayStation Vita)
• 2015 : Hyperdimension Neptunia™ Re;Birth2: Sisters Generation 